# Sandro Curzi
Alessandro Curzi, detto Sandro (Roma, 4 marzo 1930 – Roma, 22 novembre 2008), è stato un giornalista, politico e conduttore televisivo italiano.

## Biografia

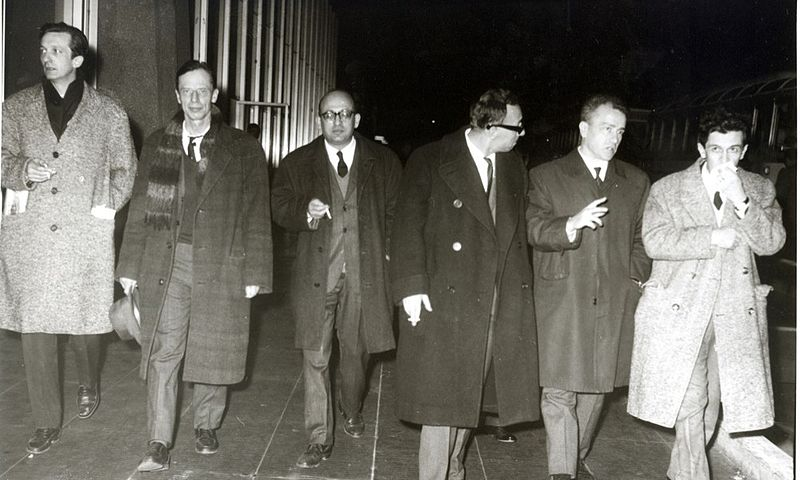
Sandro Curzi in compagnia della dirigenza del PCI: da sinistra Ugo Pecchioli, Giuliano Pajetta, Curzi, Luigi Pintor, Pietro Ingrao ed Enrico Berlinguer, 1965.

Frequentando il liceo "Tasso" a Roma, a tredici anni entra in contatto con gruppi della Resistenza antifascista capeggiati da Alfredo Reichlin; insieme a lui Citto Maselli, i fratelli Aggeo e Arminio Savioli. Il suo primo articolo, pubblicato su Unità clandestina, racconta l'assassinio di uno studente da parte di fascisti della R.S.I.. Le manifestazioni studentesche antifasciste sono attive in tutta Roma e Curzi collabora attivamente con il gruppo partigiano romano che opera nella zona Ponte Milvio-Flaminio.
Nel marzo del 1944 gli viene concessa, nonostante la minore età, la tessera del PCI. Tra il 1947 e il 1948 lavora al settimanale social-comunista Pattuglia, diretto dal socialista Dario Valori e dal comunista Gillo Pontecorvo. Nel 1949 diventa redattore del quotidiano della sera romano La Repubblica d'Italia, diretto da Michele Rago. Nello stesso anno è tra i fondatori della Federazione Giovanile Comunista Italiana (FGCI), di cui viene eletto segretario generale Enrico Berlinguer.
Divenuto capo-redattore del mensile della Fgci Gioventù nuova, diretto dallo stesso Enrico Berlinguer, cura anche l'antologia per giovani L'avvenire non viene da solo illustrata dalla pittrice Anna Salvatore, di cui si vendono 150 000 copie. Nel 1951 è inviato nel Polesine per raccontare le conseguenze della tragica alluvione e vi rimane per un lungo periodo come segretario della FGCI.
Tornato a Roma, nel 1956 partecipa, insieme a Saverio Tutino, Carlo Ripa di Meana, Guido Vicario, Luciana Castellina e altri, alla fondazione del settimanale Nuova Generazione, di cui diventa direttore nel 1957. Nel 1959 passa a l'Unità, organo del PCI, come capo-cronista a Roma. Nell'anno successivo, è inviato in Algeria per seguire la guerra di liberazione dal colonialismo francese e intervista il capo del fronte di liberazione nazionale Ben Bella.
Divenuto caporedattore centrale e direttore responsabile de L'Unità, nel 1964, per un breve periodo, ricopre la carica di responsabile Stampa e Propaganda della direzione del Partito Comunista, sotto il coordinamento politico di Gian Carlo Pajetta. Dopo la morte di Palmiro Togliatti, accompagna il nuovo segretario del PCI Luigi Longo alla sua prima Tribuna politica televisiva diretta da Jader Jacobelli.
Fonda e dirige l'agenzia quotidiana Parcomit, voce ufficiale del PCI; collabora attivamente alla crescita della radio Oggi in Italia, che trasmetteva da Praga e che, seguita in quasi tutta l'Europa dagli emigrati italiani, poteva contare su uffici di corrispondenza particolarmente attivi in Germania (nella Volkswagen) e in Belgio fra i minatori italiani. Dal 1967 al 1975 è vicedirettore di Paese Sera, quotidiano della sera di rilevante importanza nella seconda parte del novecento, con un grande ruolo nella rappresentazione della rivolta giovanile del 1968 e della riscossa operaia del 1969.

### Nella Rai
Nel 1975, rispondendo a un bando di concorso indetto dalla Rai per l'assunzione di giornalisti di "chiara fama" disposti a lavorare come redattori ordinari, entra nella redazione del Gr1 diretto da Sergio Zavoli. Nel 1976, con Biagio Agnes e Alberto La Volpe, dà vita alla Terza Rete televisiva della Rai. Nel 1979 è nominato vicedirettore del TG3, all'epoca diretto da Agnes, e collabora alla realizzazione della popolare trasmissione Samarcanda.
Dal 1987 al 1993 assume direttamente la direzione del TG3: in sintonia col rilancio della terza rete attuato da Angelo Guglielmi, Curzi trasforma radicalmente il telegiornale, che fino ad allora consisteva in un piccolo bollettino di 15 minuti propedeutico ai notiziari regionali. La testata viene resa autonoma, allo stesso livello di TG1 e TG2, con una propria identità: vengono istituite nuove edizioni e ne viene aumentata la durata. Dal punto di vista ideologico il TG3 di Curzi (che frequentemente interviene in video con propri editoriali, con un approccio inedito per i telegiornali Rai) si colloca sulle posizioni del Partito Comunista Italiano, pur se con taluni distinguo. Le scelte editoriali si rivelano azzeccate e il telegiornale (che per la sua aderenza comunista e lo stile espressivo giudicato caotico viene presto soprannominato TeleKabul) vede crescere notevolmente i suoi ascolti, di pari passo con l'aumento della copertura del segnale di Raitre su tutto il territorio nazionale.
Nel 1992 pubblica con Corradino Mineo il saggio Giù le mani dalla Tv (Sperling & Kupfer).
A novembre 1993, in contrasto con il nuovo consiglio di amministrazione della Rai (direttore generale Gianni Locatelli e presidente Claudio Dematté), si dimette e lascia tutti gli incarichi nella televisione di stato italiana, e dirige il telegiornale dell'emittente televisiva Telemontecarlo, TMC News; nello stesso anno pubblica Il compagno scomodo (Arnoldo Mondadori Editore). Dopo un'esperienza di editorialista quotidiano all'interno del Maurizio Costanzo Show, nel 1996 conduce le quattordici puntate del programma I grandi processi su Rai 1. Nel 1997, in polemica con la candidatura dell'ex magistrato di Milano Antonio Di Pietro nelle liste de L'Ulivo in occasione delle elezioni suppletive nel collegio del Mugello, si presenta candidato al Senato in una lista denominata "Unità a Sinistra", ottenendo il 14% dei voti.
Dal 1998 al 2004 dirige Liberazione, organo del Partito della Rifondazione Comunista guidato da Fausto Bertinotti. Eletto consigliere di amministrazione della Rai dalla Commissione parlamentare di vigilanza, con i voti di Rifondazione, dei Verdi e della sinistra del PDS, nel 2005 diventa per tre mesi anche presidente della Rai, in qualità di consigliere anziano, prima di lasciare il posto a Claudio Petruccioli.

### Vita personale
Nel 1954 sposa la giornalista Bruna Bellonzi; i due hanno una figlia, Candida, anch'essa giornalista per l'ANSA, che muore il 29 novembre 2013, pochi mesi dopo sua madre.
Curzi muore a Roma il 22 novembre 2008 a 78 anni dopo una lunga malattia. Tifoso della Lazio, Sandro Curzi era agnostico.

## Pubblicazioni
- Sandro Curzi, L'avvenire non viene da solo[collegamento interrotto], presentazione di Enrico Berlinguer, Roma, Ed. Gioventù Nuova (Tip. La Stampa Moderna), 1949.
- Sandro Curzi, Editoriali (1989-1993), a cura di Pierluigi Diaco, Acireale, Bonanno, 1993, ISBN 88-7796-049-3.
- Giù le mani dalla TV, Milano, Sperling & Kupfer, 1994, ISBN 88-200-1809-8.
- Il compagno scomodo, Milano, A. Mondadori, 1997, ISBN 88-04-42704-3.